# Carme Chacón
Carme Chacón Piqueras (ur. 13 marca 1971 w Esplugues de Llobregat, zm. 9 kwietnia 2017 w Madrycie) – hiszpańska i katalońska polityk oraz prawniczka, parlamentarzystka, w latach 2007–2008 minister mieszkalnictwa, następnie do 2011 minister obrony.

## Życiorys
Ukończyła prawo na Uniwersytecie Barcelońskim. W latach 1994–1996 odbyła studia doktoranckie na Uniwersytecie Autonomicznym w Barcelonie. Kształciła się także w Osgoode Hall Law School, na Kingston University i na Uniwersytecie Laval. W latach 1994–2004 pracowała na Uniwersytecie w Gironie.
W wieku 16 lat zaangażowała się w działalność polityczną w ramach socjalistycznej młodzieżówki. Została następnie działaczką Partii Socjalistów Katalonii (PSC), regionalnego oddziału Hiszpańskiej Socjalistycznej Partii Robotniczej (PSOE). W 1999 została radną w Esplugues de Llobregat, następnie objęła stanowisko zastępczyni alkada. W partyjnych strukturach w 2000 awansowała na sekretarza PSOE ds. edukacji, szkolnictwa wyższego, kultury i badań naukowych.
W 2004 po raz pierwszy uzyskała mandat posłanki do Kongresu Deputowanych. Do niższej izby Kortezów Generalnych była następnie wybierana w 2008, 2011 i 2015, zasiadając w niej do 2016. W latach 2004–2007 pełniła funkcję wiceprzewodniczącej Kongresu Deputowanych. W lipcu 2007 premier José Luis Rodríguez Zapatero powierzył jej stanowisko ministra mieszkalnictwa w swoim pierwszym gabinecie.
W kwietniu 2008 w drugim rządzie dotychczasowego premiera została powołana na urząd ministra obrony jako pierwsza kobieta w historii Hiszpanii. Zyskała wówczas rozgłos międzynarodowy także z uwagi na fakt, że w czasie odbierania nominacji znajdowała się w zaawansowanej ciąży. W 2011 wycofała się z rywalizacji o nominację na kandydata PSOE na premiera w przedterminowych wyborach. W grudniu 2011, po wyborczej porażce jej ugrupowania, zakończyła pełnienie funkcji ministra.
W lutym 2012 ubiegała się o przywództwo w PSOE, wewnątrzpartyjne wybory wygrał jednak Alfredo Pérez Rubalcaba (różnicą 487 głosów do 465 głosów). W 2016 nie kandydowała do Kongresu Deputowanych kolejnej kadencji. Podjęła następnie praktykę adwokacką. We wrześniu 2016 wraz z kilkunastoma innymi politykami ustąpiła z komitetu wykonawczego PSOE, krytykując przywództwo Pedra Sáncheza.
Zmarła 9 kwietnia 2017 w swoim domu w Madrycie.